# Kryptonim: Shadow Dancer
Kryptonim: Shadow Dancer (ang. Shadow Dancer) – irlandzko-brytyjski thriller z 2012 roku w reżyserii Jamesa Marsha. Obraz wyprodukowała wytwórnia Paramount Pictures.
Światowa premiera filmu miała miejsce 24 stycznia 2012 roku podczas Sundance Film Festival.

## Opis fabuły
Irlandia, lata 90. Pracujący w brytyjskim wywiadzie Mac (Clive Owen) zajmuje się werbowaniem szpiegów wśród członków IRA. Colette (Andrea Riseborough) należy do tej zbrojnej organizacji. Gdy zostaje aresztowana po nieudanej próbie zdetonowania bomby na stacji londyńskiego metra, Mac stara się skłonić ją do współpracy. Jeśli Colette jej nie podejmie, trafi do więzienia i już nigdy nie zobaczy swojego kilkuletniego synka. Kobieta przyjmuje propozycję. Nie zdaje sobie jednak sprawy, że szef lokalnego oddziału IRA, Kevin (David Wilmot), już od dawna szuka kreta wśród swoich ludzi.

## Obsada
- Clive Owen jako Mac
- Andrea Riseborough jako Colette McVeigh
- Gillian Anderson jako Kate Fletcher
- Aidan Gillen jako Gerry
- Domhnall Gleeson jako Connor
- Brid Brennan jako Ma
- David Wilmot jako Kevin Mulville
- Stuart Graham jako Ian Gilmour
- Martin McCann jako Brendan